# Луків Слава Володимирівна
Слава Володимирівна Луків (12 травня 1948, Пеньківці, УРСР — 6 вересня 2021, Тернопільщина, Україна) — українська майстриня декоративно-ужиткового мистецтва (народна художня вишивка). Гран-прі Тернопільського обласного літературно-мистецького конкурсу «Голос серця» (2007). Заслужена майстриня народної творчості України (2016).

## Життєпис
Слава Луків народилася 12 травня 1948 року у селі Пеньківцях, нині Скориківської громади Тернопільського району Тернопільської области України.
Закінчила Київський інститут народного господарства (1974). Працювала бухгалтеркою Підволочиського консервного заводу (1974—1989), районної лікарні (від 1989).
Померла 6 вересня 2021 року.

## Творчість
Від 1997 — учасниця збірних художніх виставок (міста Київ, Тернопіль, смт Підволочиськ), персональних — у Тернополі (2007).
Вироби зберігаються у музеях і приватних колекціях в Україні й за кордоном.